# Västra Furtan
Västra Furtun is een plaats in de gemeente Arvika in het landschap Värmland en de provincie Värmlands län in Zweden. De plaats heeft 119 inwoners (2005) en een oppervlakte van 24 hectare.